# Onciale 0245
- Papyrus
- Onciale
- Minuscules
- Lectionnaire

Le Codex 0245 (dans la numérotation Gregory-Aland), est un manuscrit du Nouveau Testament sur parchemin écrit en écriture grecque onciale.

## Description
Le codex se compose d'une folio. Il est écrit en une colonne par page, de 23 lignes par colonne. Les dimensions du manuscrit sont 27 x 20 cm,. Les paléographes datent ce manuscrit du VIe siècle. C'est un palimpseste, le texte superposé est en géorgien.
Ce manuscrit contient le texte de la Première épître de Jean (3,23-4,1.3-6).
Le texte du codex est de type alexandrin. Kurt Aland le classe en Catégorie II.
Lieu de conservation
Il est conservé à la Selly Oak Colleges (Mingana Georg. 7) à Birmingham,.